# Kem halva
Kem Halva (tiếng Hebrew: גלידת חלבה) là một loại kem của Israel được làm từ halva vừng, tahini, trứng, kem, và đường, và thường được phủ lên trên bằng quả hồ trăn và Silan (xi rô chà là). Kem có nguồn gốc từ thành phố Tel Aviv. Nó từng được so sánh với kem Snickers.